# Stephan Stübinger
Stephan Stübinger (* 1968) ist ein deutscher Jurist und Professor an der Fernuniversität Hagen.

## Leben
Nach der Promotion 1999 an der Universität Frankfurt am Main zum Dr. iur. und der Habilitation 2007 in Frankfurt am Main lehrte er von 2009 bis 2014 als (W2-)Professor für Strafrecht an der Universität Bonn und seit 2015 als Professor für Strafrecht und Strafrechtsgeschichte in Hagen.

## Schriften (Auswahl)
- Schuld, Strafrecht und Geschichte. Die Entstehung der Schuldzurechnung in der deutschen Strafrechtshistorie. Köln 2000, ISBN 3-412-09000-X.
- Das „idealisierte“ Strafrecht. Über Freiheit und Wahrheit in der Straftheorie und Strafprozessrechtslehre. Frankfurt am Main 2008, ISBN 978-3-465-03560-2.
- als Herausgeber mit Hans-Ullrich Paeffgen, Martin Böse, Urs Kindhäuser, Torsten Verrel und Rainer Zaczyk: Strafrechtswissenschaft als Analyse und Konstruktion. Festschrift für Ingeborg Puppe zum 70. Geburtstag. Berlin 2011, ISBN 3-428-13211-4.
- Notwehr-Folter und Notstands-Tötung? Studien zum Schutz von Würde und Leben durch Recht, Moral und Politik. Göttingen 2015, ISBN 3-8471-0460-8.